# Глориантов, Никандр Иванович
Никандр Иванович Глориантов (2 (14) июня 1828,  — 7 (19) января 1898, Нижний Новгород) — российский педагог, профессор, религиозный писатель.

## Биография
Сын сельского священника. Родился 2 (14) июня 1828 года в семье священника села Салдаманово Лукояновского уезда Нижегородской губернии (ныне Шандровский сельсовет Лукояновского района Нижегородской области) Иоанна Алексеевича Колосова. Вскоре после го рождения отец был перемещён в село Мамлеево, затем в Горбатов и, наконец, стал настоятелем нижегородской Трёхсвятительской церкви.
В восьмилетнем возрасте, с 6 сентября 1836 года стал обучаться в Арзамасском духовном училище, которое окончил в 1842 году — вторым по списку выпускников. Затем учился в Нижегородской духовной семинарии, окончив её первым по списку в 1848 году. В семинарии обнаружились его особенные успехи в физико-математических науках и языковедении. В Санкт-Петербургской духовной академии из-за болезни ног начал учиться через год после окончания семинарии. При поступлении в академию оказался в числе лучших кандидатов. В списке выпускников XX курса академии в 1853 году был вторым. В апреле 1855 года получил степень магистра богословия за диссертацию «Историческое исследование о возведении Фотия на патриарший константинопольский престол». 
В 1853—1869 годах преподавал (бакалавр, с 1860 года — экстраординарный профессор) в Санкт-Петербургской духовной академии физику. В 1869 году в связи с реформой церковного образования в Российской империи преподавание физико-математических наук в духовных академиях было отменено, и Глориантов был утверждён профессором латинского языка; тогда же стал членом Совета академии. В январе 1875 года епископ Макарий, проводивший ревизию преподавания в академии, выразил в своём отчёте ряд замечаний к работе Глориантова, с которыми тот не согласился и заявил о своём несогласии печатно; это стало поводом к выходу Глориантова в отставку с 22 марта 1877 года.
Основной труд Глориантова — серия статей о согласовании взглядов современного ему естествознания с учением Библии, печатавшихся в журнале «Христианское чтение» в 1861 и 1892 гг. под общим названием «Взгляд на учение современной геологии о происхождении мира и его будущей судьбе», а в 1883 году — под отдельным названием «Шестоднев и потоп». Кроме того, Глориантов напечатал в том же журнале несколько статей, сопоставляющих библейский рассказ о сотворении мира и Всемирном потопе с близкими по смыслу сюжетами у Вергилия и Овидия.
Был награждён орденами Св. Анны 2-й (07.07.1869) и 3-й (18.04.1868) степеней.
Жил в Нижнем Новгороде, где и умер 7 (19) января 1898 года. Был похоронен рядом с родителями на Крестовоздвиженском (Казанском) кладбище (захоронение не сохранилось).